# Marineoberstabsarzt
Der Marineoberstabsarzt war einer der Dienstgrade der Marine der Bundeswehr. Er entsprach dem Dienstgrad Oberstabsarzt in Heer und Luftwaffe.

## Geschichte
Mit der zweiten Ausfertigung der Anordnung des Bundespräsidenten über die Dienstgradbezeichnungen, die Ernennung und Entlassung sowie die Uniform der freiwilligen Soldaten vom 1. Februar 1956 wurde für Marinesanitätsoffiziere der Dienstgrad Marineoberstabsarzt neu geschaffen. Entsprechende Sanitätsoffiziere des Heeres und der Luftwaffe führten den zeitgleich geschaffenen Dienstgrad Oberstabsarzt; ranggleiche Offiziere der Marine waren Korvettenkapitäne. Der Dienstgrad Marineoberstabsarzt entfiel mit der sechsten Anordnung des Bundespräsidenten über die Dienstgradbezeichnungen und die Uniform der Soldaten vom 5. Mai 1966. Seitdem führen entsprechende Marineuniformträger ebenfalls den Dienstgrad Oberstabsarzt. Zeitgleich entfiel der Dienstgrad Marinestabsarzt.